# Cantone di Saint-Martin-de-Valamas
Il Cantone di Saint-Martin-de-Valamas era un cantone francese dell'arrondissement di Tournon-sur-Rhône.
A seguito della riforma approvata con decreto del 13 febbraio 2014, che ha avuto attuazione dopo le elezioni dipartimentali del 2015, è stato soppresso.

## Composizione
Comprendeva i comuni di:
- Arcens
- Borée
- Chanéac
- Intres
- Lachapelle-sous-Chanéac
- La Rochette
- Saint-Clément
- Saint-Jean-Roure
- Saint-Julien-Boutières
- Saint-Martial
- Saint-Martin-de-Valamas